# مكتوبة في الحب
مكتوبة في الحب هو فيلم باكستاني باللغة الأردية.

## روابط خارجية
- مكتوبة في الحب على موقع IMDb (الإنجليزية)
- مكتوبة في الحب على موقع قاعدة بيانات الفيلم (الإنجليزية)
- مكتوبة في الحب على موقع ليتربوكسد (الإنجليزية)
- مكتوبة في الحب على موقع كينوبويسك (الروسية)